# Ali Mahmoud Radwan
Ali Mahmoud Radwan est un égyptologue égyptien.
Il a commencé sa carrière en qualité d'inspecteur des antiquités dans le Fayoum, avant de terminer son doctorat en Allemagne.

## Fonctions
- ex-doyen de la faculté d'archéologie du Caire,
- membre du Haut Conseil de l'Archéologie,
- président de l'Union Générale des archéologues arabes,
- membre du Comité du patrimoine mondial de l'UNESCO,
- dirigeant du comité scientifique du musée national de la civilisation égyptienne, comprenant le musée égyptien du Caire, le musée copte du Caire, le musée islamique du Caire, le futur Grand musée et le musée gréco-romain d'Alexandrie,
- directeur scientifique des fouilles du centre franco-égyptien d'étude des temples de Karnak.

Lors de fouilles à Abousir, il a découvert un important cimetière datant de la Ire dynastie. Il a également découvert des fosses à bateau près des tombes. Il est à la recherche de temples solaires à Abousir qui n'ont pas encore été découverts.

## Publications
- Les récipients de cuivre et de bronze d'Égypte, Munich, CH Beck, 1984 ;
- « Trésors de collections inconnues : exemples issus du site d’Helwan », MUSEUM International, nos 225-226 : Paysages du patrimoine en Égypte,‎ mai 2005, p. 87-91 (ISSN 0304-3002, DOI 10.1111/j.1468-0033.2005.00516.x)